# Ibn Abi Tayyi
Yahya ibn Hamid an-Najjar al-Halabí, conegut com a Ibn Abi-Tayyi (1180-1328/1233), fou un historiador àrab d'Alep, autor d'una Història Universal (Maadin al-dhahab fi-tarikh al-muluk wa-l-khulafà wa dhawi r-rutab), essencial per la història de Síria i destacada per Egipte i el Magrib. Va escriure alguna altra obra menys important.